# Heath (nome)
Heath  è un nome proprio di persona inglese maschile.

## Origine e diffusione
Deriva dall'omonimo cognome inglese, che indicava qualcuno che viveva sopra ad una brughiera (in inglese heath, etimologicamente correlato ad heather, da cui il nome Heather).
Il suo uso come nome cominciò in seguito al successo di Heath Barkley, un personaggio della serie televisiva degli anni 1960 La grande vallata.

## Onomastico
Il nome è adespota, cioè non è portato da alcun santo. L'onomastico si può festeggiare quindi il 1º novembre per la ricorrenza di Ognissanti.

## Persone

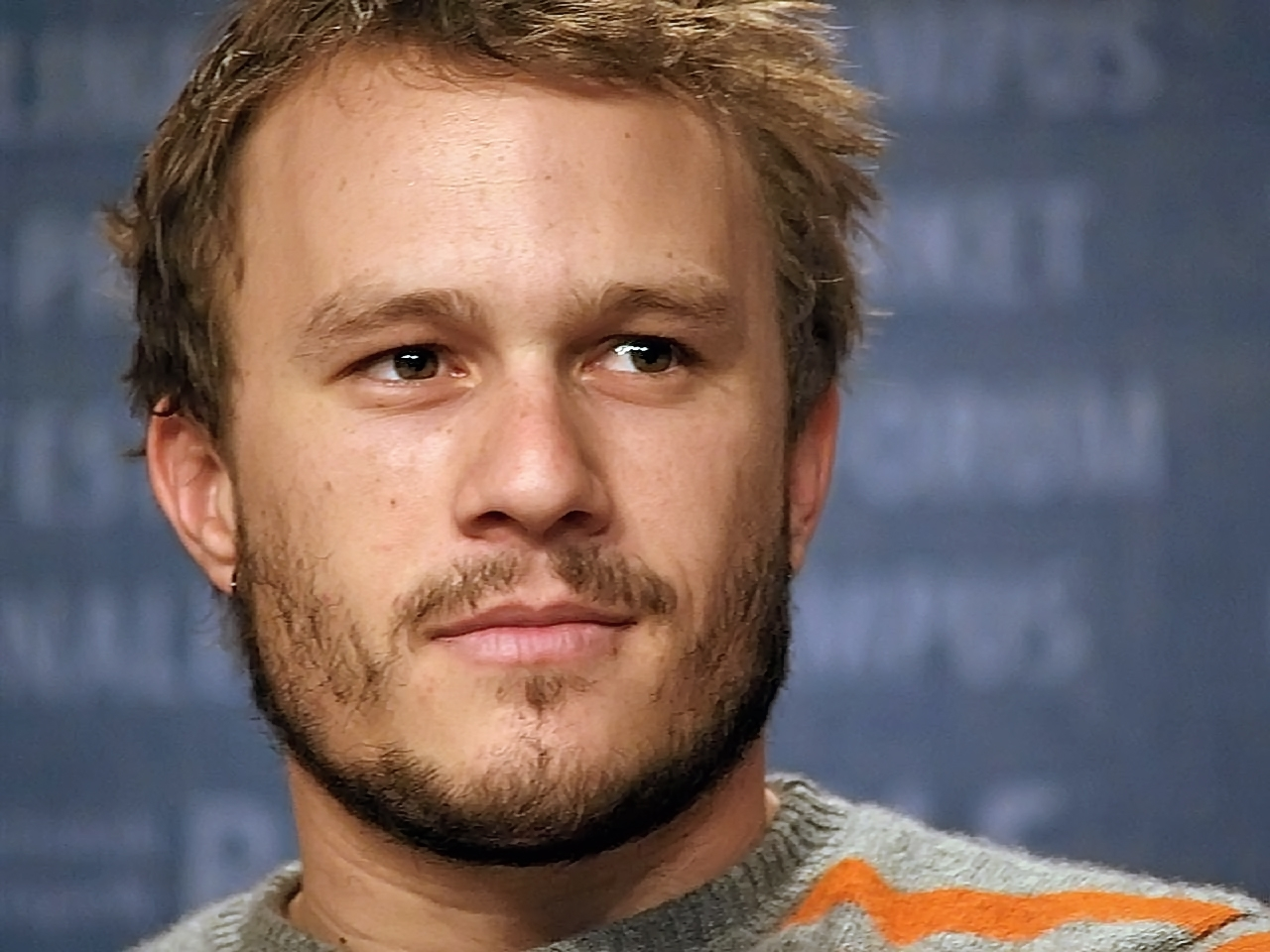
Heath Ledger

- Heath, bassista e compositore giapponese
- Heath Ledger, attore australiano
- Heath Pearce, calciatore statunitense
- Heath Robinson, illustratore e fumettista britannico
- Heath Shuler, politico e giocatore di football americano statunitense
- Heath Slater, wrestler statunitense

## Il nome nelle arti
- Heath Barkley è un personaggio della serie televisiva La grande vallata.
- Heath Carroll è un personaggio della serie televisiva Blue Water High.